# Semipelagianesimo
Il Semipelagianesimo è una teoria la cui formulazione risale a Giovanni Cassiano di Marsiglia (circa 360‑435), a Vincenzo di Lerino (morto prima del 450) e ad altri monaci della Francia meridionale. Secondo questa dottrina, gli esseri umani, ai fini della loro salvezza possono e devono fare da sé stessi il primo passo verso Dio, cioè senza l'aiuto della grazia divina, la quale subentra solo in un secondo tempo.
Pur ammettendo che la grazia sia indispensabile alla salvezza (a differenza dal Pelagianesimo), Cassiano e gli altri sviluppano però un semi‑pelagianesimo in opposizione alla posizione radicale del monergismo e della predestinazione e contro le posizioni sostenute da Agostino di Ippona e dalla sua scuola.
Il semi‑pelagianesimo fu formalmente condannato nel secondo Concilio di Orange del 529, tornò in auge secoli dopo, all'epoca dell'Umanesimo e del Rinascimento.
In polemica contro sia il Pelagianesimo sia il Semipelagianesimo si sono posti poi il Luteranesimo ed il Calvinismo classico.
L'Arminianesimo si distingue sia dal Semipelagianesimo sia dal Calvinismo classico, e si può considerare in un certo senso una formulazione «intermedia» fra le due dottrine: con il Semipelagianesimo ha in comune l'enfasi sulla responsabilità umana di «collaborare» con la grazia di Dio; l'Arminianesimo si allinea al contrario al Calvinismo quando ribadisce che è Dio di sua iniziativa e nella sua totale sovranità a muovere il primo passo verso l'uomo, per offrirgli la sua grazia.